# Corethrella solomonis
Corethrella solomonis är en tvåvingeart som beskrevs av John Nicholas Belkin 1962. Corethrella solomonis ingår i släktet Corethrella och familjen Corethrellidae. Inga underarter finns listade i Catalogue of Life.